# Sharon Springs, Kansas
Sharon Springs là một thành phố thuộc quận Wallace, tiểu bang Kansas, Hoa Kỳ. Năm 2010, dân số của xã này là 748 người.

## Dân số
Dân số các năm:
- Năm 2000: 835 người
- Năm 2010: 748 người